# Шолакозек (Северо-Казахстанская область)
Шолакозек (каз. Шолақөзек) — село в Айыртауском районе Северо-Казахстанской области Казахстана. Входит в состав Сырымбетского сельского округа. Код КАТО — 593249680.

## Население
В 1999 году население села составляло 218 человек (110 мужчин и 108 женщин). По данным переписи 2009 года, в селе проживало 144 человека (78 мужчин и 66 женщин).